# Şafak Pekdemir
Şafak Pekdemir (Istanbul, 19 de junho de 1988) é uma atriz de cine e televisão turca.
Ela é casada com Burak Mengü, advogado turco, desde 2017.